# Hulstina fulva
Hulstina fulva là một loài bướm đêm trong họ Geometridae.